# J. R. Hradecký
Josef Richard Hradecký, vl. jménem Josef Roubíček (7. února 1886, Kostelní Radouň – 5. července 1947, Praha), byl spisovatel, dramatik a žurnalista.

## Životopis
J. R. Hradecký se narodil v rodině tkalce v Kostelní Radouni. Po ukončení školní docházky byl poslán místo studií do Vídně jako truhlářský učeň. Živil se též jako dělník a tovární kreslič, zúčastnil se aktivit národně sociální strany. Okolo roku 1908 se vrátil do Čech a po krátkodobých zaměstnáních se usadil v Praze, kde se živil jako novinář a spisovatel. V letech 1920–1921 byl redaktorem Pražského ilustrovaného zpravodaje.
V roce 1922 přesídlil do Brna, kde se 17. června 1922 oženil s Annou Stehlíkovou (*1896). Zde mezi jiným přispíval do Lidových novin, v roce 1923 byl veden jako redaktor časopisu Svoboda. V Brně si nechal změnit jméno na Josef Hradecký.
Později se vrátil do Prahy, kde i dožil.

## Dílo
Od roku 1907 psal romány. Zaměřoval se v nich především na sociální témata ze svého rodného kraje. Nejvýznamnější z jeho tvorby je trilogie „Adamovy děti“, která dokumentuje přeměny dělnického života na přelomu století. Kromě románů napsal několik divadelních her, množství povídek a dokonce i básně. Svá knižní díla podepisoval jako J. R. Hradecký. V denním tisku a časopisech používal řadu pseudonymů jako Fidus, Gaskoněc, Jerha.

### Denní tisk a časopisy
Přispíval do deníků a časopisů jako Zlatá Praha, Lidové noviny a mnoha dalších.

### Knižní vydání
- Vytrvalý milenec ; Věčná krása (Praha-Královské Vinohrady, nákl. vlastním, mezi 1901 a 1922)
- Jak život krvácí ... (povídky a črty; Kyjov na Moravě, K. Antoš, 1910)
- Děti touhy (Praha, Fr. Borový, 1914)
- Osvobození otroci (Praha, Borový, 1914)
- Následky mobilisace (satiry, Praha, Otto Parma, 1915)
- Vant (román; Praha, Alois Hynek, 1916)
- Blouznivci ze Studnic (romány české vesnice; Praha, B. Kočí, 1917)
- Dary života (studie a kresby; České Budějovice, J. Svátek, 1917)
- Čekatelé štěstí (román; Praha, F. Topič, 1918)
- Domů k sobě (povídky; Pacov, Přemysl Plaček, 1918)
- Poklad mladých (Pacov, Přemysl Plaček, 1918)
- Rodina Špačka Perčivy (pohled do manželství dvou špačků, o jejich starostech, radostech i nadějích, ilustroval Josef Lada; V Praze, A. Neubert, 1918 a 1921)
- Sen májové noci (kniha pro malé i velké, ilustroval Josef Lada; V Praze, F. Šimáček, 1918)
- Síla slabých (obrazy od našich hor; V Praze, Alois Hynek, 1918)
- Stráň chudých lásek (feuilletony z Národních listů a z růz. časopisů z r. 1912-15; V Čes. Budějovicích, Jan Svátek, 1918)
- Syn světla (román a pravda; Královské Vinohrady, nákladem vlastním, 1918)
- V jarním slunci (satiry a humoresky; Praha, F. Šimáček, 1918)
- Vítězná brána (kniha pro mládež i pro dospělé; Praha, J. Rašín : Ústř. učitelské knihk., 1918)
- Adamovy děti: Stav, Továrna, Nový svět (trilogie; Praha, Alois Hynek 1919)
- České republice pozdravení (Královské Vinohrady, nákl. vl., 1919)
- Malá republika(Praha, nákl. vlastním, 1919)
- Nový svět (Román; Praha, Alois Hynek, 1919)
- Stav (román; V Praze, Alois Hynek, 1919)
- Svobodní a svobodné (povídky; V Praze, J. Otto, 1919)
- Továrna (román; Praha; Alois Hynek, 1919)
- Zaslíbená země (román; Praha, Otto, 1919-1920)
- Hodkovic nevěsty a Kočvarčina pýcha (humoristický román tří manželství, ilustr. Al. Moravec; Praha, nákl. vlastním, 1920)
- Osvobození otroci (Praha, Unie, 1920)
- Smysl lásky (román; Praha, Jos. R. Vilímek, 1920)
- Klíč k člověku (románky a novely; Praha, Česká grafická Unie, 1922)
- Červené strašidlo (Veselohra o 4 děj.; Praha, Brno, Star, 1923)
- Matčin hřích (Román z pražského života; Praha, K. Ločák, 1924)
- Vzkříšení (drama o třech jednáních; V Brně, Star, 1925)
- Zázraky žlutého pláště (fantastický román ze současnosti; V Praze, B. Kočí, 1925)
- Síla ženy (Román; V Praze-Král. Vinohrady, Čechie, 1926)
- Věřina noc (Veselohra o šesti obrazech; Praha, K.H. Vika, 1926)
- Kazbundovy dudy (román; Praha, B. Kočí, 1928)
- Na jedinou kartu (román; Praha, B. Kočí, 1928)
- Nevinní hříšníci (Praha, Kropáč & Kucharský, 1928)
- Vítězná brána (příhody roku dětského života na venkově; V Praze, B. Kočí, 1928)
- Bílá vlajka (povídky; V Praze, B. Kočí, 1929)
- Emmy a partner (humoristický filmový román; V Praze, B. Kočí, 1929)
- Mužatka Elie (román; V Praze,B. Kočí, 1929)
- Světlonoši (román; V Praze, B. Kočí, 1929)
- Vyhrané prohry (románek z Podkrkonoší; V Praze, B. Kočí,1929)
- Žena jeho typu (povídky; V Praze, B. Kočí, 1929)